# Јединица за специјалне операције
Јединица за специјалне операције (ЈСО) при Ресору државне безбедности МУП-а Србије, позната и као Црвене беретке (по береткама) или Френкијевци (по Франку Симатовићу), била је српска елитна полицијска јединица специјалне намене, која је од 1996. године била део РДБ-а, а званични назив добила је 9. јуна 1998.
Дана 15. јануара 2002. ЈСО је издвојена из Ресора државне безбедности, а укинута је у полицијској акцији „Сабља” 25. марта 2003.
Број припадника ЈСО је био око 200. ЈСО је организована од бивших припадника Книнџи и Српске добровољачке гарде.

## Историја

### Оснивање (1991—1996)
Претходнице Јединице за за специјалне операције почеле су да се образују почетком пролећа 1991. пред почетак рата у Хрватској као неформалне групе Ресора државне безбедности Србије. У априлу 1991. из Београда у Книнску Крајину је стигла прва паравојна група коју су предводили Франко Симатовић и Драган Васиљковић. Слободан Милошевић је неколико дана раније, 16. марта, на затвореној седници са председницима српских општина обећао формирање јединица које би биле способне да бране интересе Србије и српског народа изван Србије. Задатак са стварање такве јединице дат је Јовици Станишићу, начелнику РДБ. Јединица није смела да има званичне везе са српском владом, тако да је у операцију водио искључиво РДБ, без учешћа Министарства унутрашњих послова Србије. Симатовић и Васиљковић су у Книну контактирали Милана Мартића, министра унутрашњих послова самопроглашене Републике Српске Крајине, који је Васиљковићу потчинио групу бораца. Васиљковић је извршио детаљну обуку и увео дисциплину. Ова јединица ће касније постао познати позната под именом Специјалне јединице милиције или Книнџе, а Васиљковић ће постати познат под ратном именом „Капетан Драган”. Име Црвене беретке је дошло по окончању борбе за Глину, када је Васиљковић поделио беретке својим људима.
Друго крило јединице је изгледа формирано у мају 1991. године, у источној Славонији. Према наговештајима које је дао Симатовић, изгледа да је део јединице учествовао у сукобу у Боровом Селу 1. и 2. маја, када је убијено 12 хрватских полицајаца, а неколико десетина рањено. Касније ће 4. мај бити узет као дан јединице. Према више навода сведока, Радован Стојичић, функционер Министарства унутрашњих послова Србије, је био задужен за операције у источној Славонији. По доласку на источнославонско ратиште, Жељко Ражнатовић Аркан је преузео паравојне јединице под називом Српска добровољачка гарда, познатије као „Арканови тигрови”.
Ове две паравојне јединице су биле језгро будућег ЈСО. Заједничка јединица је званично формирана 1994. године, али под називом Јединица за антитерористичка дејства (ЈАТД), годину дана пре окончања ратова у Босни и Хрватској. ЈАТД се на почетку састојала од лаке мобилне артиљерије и пешадије. Јединица је деловала као део српског Ресора државне безбедности, која је тада била у саставу српског Министарства унутрашњих послова.
Припадници јединице први пут су се појавили у јавности 1995. године током талачке кризе када су се припадници Војске Републике Српске држале у заточеништву припаднике мировних снага Уједињених нација. Чланови јединице су пратили Јовицу Станишића, који је као посредник издејствовао пуштање талаца.
Годину дана након Дејтонског споразума и краја сукоба у Хрватској и Босни, ЈАТД је поново реструктурирана и преименована у Јединицу за специјалне операције, или ЈСО. Бивша касарна ЈНА у Кули је изабрана за базу јединице.

### Сукоби на Космету и југу Србије
Пред почетак НАТО бомбардовања комплетна јединица је пребачена на Гоч, одакле је слата на Косово и Метохију.
Јединице за специјалне операције (ЈСО) су биле веома активне на Косову.
Током кризе на југу Србије 2001, ЈСО је имала истурено одељење које се налазило у Врању, у хали фабрике Заваривач. Јединица се није налазила на месту сукоба тј. Прешеву или Бујановцу јер је од стране команде Здружених снага безбедности (ЗСБ) коришћена у специјалним случајевима попут Деблокаде Ораовице.

### 5. октобар
Непосредно пред 5. октобар Милорад Улемек Легија се више пута састао са челницима Демократске опозиције Србије, Зораном Ђинђићем и Небојшом Човићем. Улемек је постигао договор са Ђинђићем да Црвене беретке неће интервенисати ако демонстранти не нападају полицију. На дан протеста 5. октобра, ЈСО је одбио послушност дотадашњем режиму чиме је пружио подршку ДОС-у. Јединица се на кратко појавила када су припадници јединице из возила поздрављајући протестанте прошли кроз масу што је испратила телевизија. Након тога припадници јединице су се, током прелазног периода смене власти, појављивали у јавности у пратњи нових власти.
Дана 1. априла 2001. године, ЈСО је учествовала у хапшењу Слободана Милошевића а том приликом је ћерка Слободана Милошевића пуцала, а метак је окрзнуо Милорада Улемека Легију. Од 2001. године јединица је имала и истурено одељење у Врању у хали фабрике Заваривач.

### Побуна
Побуна Јединице за специјалне операције МУП-а Србије трајала је од 9. до 17. новембра 2001. године када је ЈСО отказала послушност, блокирала базу у Кули и испоставила захтеве за смену министра унутрашњих послова, начелника Ресора државне безбедности и њеног заменика, а потом су уз употребу борбених возила и наоружања блокирали ауто-пут код Врбаса а наредних дана и код Београда. Наводни повод за побуну било је хапшење браће Бановић 8. новембра на пијаци у Обреновцу, оптужених пред Хашким трибуналом.
Побуна је резултовала сменама у врху Ресора државне безбедности.
Дана 21. септембра 2011. године ухапшени су Веселин Лечић, Мића Петраковић, Владимир Потић и Драгослав Крсмановић бивши припадници ЈСО због умешаности у побуну из новембра 2001. године, а истрагом су обухваћени и Милорад Улемек, Звездан Јовановић и Душко Маричић Гумар.

### Атентат на премијера
Указом Владе Републике Србије 25. марта 2003. године, ЈСО је расформиран због сумње да је један део јединице био умешан у атентат на премијера Србије др Зорана Ђинђића, што је касније на суђењу и доказано. Многи њени чланови су након атентата оптужени за најтежа криминална дела, убиства, отмице, разбојништва, а неки од њих су и осуђени.
У операцији Сабља разјашњени су бројни злочини припадника ЈСО попут отмице и убиства бившег председника Србије Ивана Стамболића.
Остали припадници прешли су у тада новоформирану Противтерористичку јединицу, неки су прешли у Специјалну антитерористичку јединицу, а један део у Жандармерију.

## Наоружање
Јединица за специјалне операције је у свом арсеналу имала разноврсно наоружање како домаће производње тако и стране. Поред стандардних пиштоља Застава ЦЗ99, аутоматских пушака М70АБ2, пушкомитраљеза М72, снајпера М76 и Црна Стрела, митраљеза М84 у наоружању су се налазили и разни примерци заробљени током ратних дејстава попут пушака R-4 из шверцерског товара намењеног ЗНГ.
Возни парк јединице се у почетку базирао на оклопљеним теренским возилима марке УАЗ-469 и оклопљеним камионима који су 2000. године замењени цивилном верзијом америчког Хамера прерађеног за потребе јединице додавањем оклопа и наоружања. Поред импровизованих оклопљених возила у употреби су била и војна борбена возила: борбена возила пешадије М-80А и уникатни самоходни противавионски топ 30 mm/2 на бази БВП М-80 — „Фока”, Борбено оклопно возило и самоходни противавионски топ 20 mm/3 БОВ-3, као и возила заплењена од међународних снага у Босни и Херцеговини током ратова — канадско борбено возило Гризли, холандски оклопни транспортер YPR-765, британско оклопно возило Саксон и француски Panhard VBL. У наоружању су се налазили и борбени системи неспецифични за специјалне јединице полиције, попут лансера ракета „Кошава” и возила наоружаних са бестрзајним топовима и авионским лансерима невођених ракетних зрна, углавном ратних импровизација са Хрватског и Босанског ратишта, што је јединици давало изузетну ватрену моћ.
Специфичност јединице била је и ескадрила опремљена различитим типовима авиона и хеликоптера. Авионску флоту сачињавали авиони Пајпер PA-18, Цесна 172, Ј-20 Крагуј и хеликоптери: два Бел 206 (заплењени од МУП-а БиХ), Газела и Бел 212 (преузети од Савезног МУП-а као и једна наоружана Газела француске производње из Барског товара), Сикорски С-76 и по два војна хеликоптера типа Ми-17 и Ми-24.

## Припадници
Током ратова на простору бивше Југославије поједини припадници и делови јединице били су умешани у ратне злочине, криминал и ратно профитерство.
Део припадника су били лица са криминалним досијеима.
Број припадника ЈСО је био око 200.
Командант јединице од 1991. до 1998. године био је генерал-мајор ЈСО-а Франко Симатовић Френки, док је командант од 1998. до 2001. године био пуковник ЈСО-а Милорад Улемек Легија. Након инцидента у клубу „Ступица” и паљења кафића у Кули 2001. године, Милорад Улемек је дао отказ, а нови командант постао је потпуковник ЈСО-а Душан Маричић Гумар.

## Чинови

### Подофицирски
Нижи подофицирски чинови били су:
1. припадник прве класе
2. каплар

Виши подофицирски чинови били су:
1. водник
2. старији водник

### Официрски
Нижи официрски чинови били су:
1. потпоручник
2. поручник
3. капетан

Виши официрски чинови били су:
1. мајор
2. потпуковник
3. пуковник

Генералски чинови били су:
1. генерал-мајор